# Kanton Villefranche-de-Lauragais
Der Kanton Villefranche-de-Lauragais war bis 2015 ein französischer Wahlkreis im Arrondissement Toulouse, im Département Haute-Garonne und in der Region Midi-Pyrénées; sein Hauptort war Villefranche-de-Lauragais. Sein Vertreter im Generalrat des Départements für die Jahre 2004 bis 2010 war Pierre Izard.

## Gemeinden
Der Kanton umfasste 21 Gemeinden:
| Gemeinde                  | Einwohner Jahr | Fläche km² | Bevölkerungsdichte | Postleitzahl | Code INSEE |
| ------------------------- | -------------- | ---------- | ------------------ | ------------ | ---------- |
| Avignonet-Lauragais       | 1438 (2013)    | –          | – Einw./km²        | 31290        | 31037      |
| Beauteville               | 179 (2013)     | –          | – Einw./km²        | 31290        | 31054      |
| Cessales                  | 150 (2013)     | –          | – Einw./km²        | 31290        | 31137      |
| Folcarde                  | 131 (2013)     | –          | – Einw./km²        | 31290        | 31185      |
| Gardouch                  | 1279 (2013)    | –          | – Einw./km²        | 31290        | 31210      |
| Lagarde                   | 375 (2013)     | –          | – Einw./km²        | 31290        | 31262      |
| Lux                       | 352 (2013)     | –          | – Einw./km²        | 31290        | 31310      |
| Mauremont                 | 325 (2013)     | –          | – Einw./km²        | 31290        | 31328      |
| Montclar-Lauragais        | 215 (2013)     | –          | – Einw./km²        | 31290        | 31368      |
| Montesquieu-Lauragais     | 925 (2013)     | –          | – Einw./km²        | 31450        | 31374      |
| Montgaillard-Lauragais    | 672 (2013)     | –          | – Einw./km²        | 31290        | 31377      |
| Renneville                | 518 (2013)     | –          | – Einw./km²        | 31290        | 31450      |
| Rieumajou                 | 141 (2013)     | –          | – Einw./km²        | 31290        | 31453      |
| Saint-Germier             | 105 (2013)     | –          | – Einw./km²        | 31290        | 31485      |
| Saint-Rome                | 55 (2013)      | –          | – Einw./km²        | 31290        | 31514      |
| Saint-Vincent             | 185 (2013)     | –          | – Einw./km²        | 31290        | 31519      |
| Trébons-sur-la-Grasse     | 449 (2013)     | –          | – Einw./km²        | 31290        | 31560      |
| Vallègue                  | 527 (2013)     | –          | – Einw./km²        | 31290        | 31566      |
| Vieillevigne              | 300 (2013)     | –          | – Einw./km²        | 31290        | 31576      |
| Villefranche-de-Lauragais | 4235 (2013)    | –          | – Einw./km²        | 31290        | 31582      |
| Villenouvelle             | 1382 (2013)    | –          | – Einw./km²        | 31290        | 31589      |

## Bevölkerungsentwicklung
| 1962 | 1968 | 1975 | 1982 | 1990 | 1999   | 2006   |
| ---- | ---- | ---- | ---- | ---- | ------ | ------ |
| 7986 | 7997 | 8051 | 8606 | 9591 | 10.381 | 12.489 |